# Patryk Brzeziński
Patryk Radosław Brzeziński (ur. 30 października 1984 w Poznaniu) – polski wioślarz, reprezentant Polski w wioślarskiej ósemce podczas Letnich Igrzysk Olimpijskich w Pekinie. Zawodnik klubu AZS-AWF Poznań.
W 2009 za osiągnięcia sportowe został odznaczony Złotym Krzyżem Zasługi.

## Osiągnięcia
- Mistrzostwa Świata – Eton 2006 – czwórka bez sternika – 14. miejsce[1].
- Mistrzostwa Świata – Monachium 2007 – ósemka – 5. miejsce[1].
- Mistrzostwa Europy – Poznań 2007 – czwórka bez sternika – 4. miejsce[1].
- Igrzyska Olimpijskie – Pekin 2008 – ósemka – 5. miejsce[1].
- Mistrzostwa Europy – Ateny 2008 – ósemka – 3. miejsce[1].
- Mistrzostwa Świata – Poznań 2009 – czwórka bez sternika – 11. miejsce[1].
- Mistrzostwa Europy – Brześć 2009 – ósemka – 1. miejsce[1].
- Mistrzostwa Europy – Montemor-o-Velho 2010 – czwórka bez sternika – 9. miejsce[1].